# 太刀十八
太刀十八（たちじゅうはち）は、大日本帝国陸軍が開発した軍用機用の無線操縦装置。研究開発は日本電気（当時の社名は住友通信工業）が主導した。研究開始当初は同様の読みの立十八と呼称されていたが、完成後に改称されている。

## 経緯
太平洋戦争末期、日本本土空襲を繰り返すB-29が基地としているサイパン島を攻撃する手段のひとつとして、陸軍は無人飛行機を用いることを発案し、東京大空襲直後の1945年（昭和20年）春に日本電気に対して研究を依頼した。日本電気では主に電波機器を扱っていた玉川向工場を開発に充てることとし、同工場の多賀久生技師を研究主任として、工場への空襲に備え武蔵高等工業学校の講堂に研究室を設けて研究を開始した。研究班には、玉川向工場に加えて日本電気本社や陸軍から出向してきた技術者が参加しており、立川に所在した「第十八陸軍研究所」に因んで「立十八研究班」と名付けられた。これが「立十八」の名称の由来となった。
最重要の軍事機密としての警戒の下で、本土空襲が続く急迫した戦局を受けて研究は急ピッチで進められ、武蔵高工講堂に寝泊まりしつつの各種作業に加えて、那須や習志野で飛行機に受信装置を搭載しての実験も実施された。研究と実戦投入の準備は1945年8月初頭に完了し、完成を受けた陸軍側によって「サイパンへ切り込む刀」という旨の準えから「太刀十八」への改名が発案されている。
サイパン島攻撃に赴く搭載機の第一号機は1945年8月15日午後の発進を予定していたが、同日正午の玉音放送を受けて攻撃は中止された。将来進駐軍に発見された際に関係者に害が及ぶことを危惧し、太刀十八に関する機器や資料は研究班によって8月15日中にすべて処分されたが、戦後、多賀元主任は作家の伊藤桂一の取材に応じて太刀十八開発の顛末を語り残している。

## 機構
太刀十八が使用される飛行機には受信機と金属探知機が搭載され、地上の送信機から操縦電波を放ち、受信機を介したリレーの作動によって機体の各部を操作する。この操縦電波とは別に、御前崎と白浜に設置された放送機からサイパン島へ向けてラジオビーコンを発し、2つのビーコンが交わる箇所を搭載機が乗る「レール」として、サイパン島への誘導を行う。サイパン島上空に到達した後は、電波を用いて検知した駐機中の敵機群の金属反応へ向けて突入し、搭載した爆弾で自爆攻撃を加える計画だった。
当時の日本に残る性能が比較的低い飛行機であっても、無人飛行機として戦力化を可能にすることが企図されていたが、日本電気側では搭載機も「立十八」あるいは「太刀十八」と呼称しており、第一号機をはじめとする搭載機の具体的な機種は伝えられていない。